# جيوفاني باتيستا ادرياني
جيوفاني باتيستا ادرياني (بالإيطالية: Giovanni Battista Adriani)‏ مؤرخ إيطالي (ولد في فلورنسا عام 1511 م) من عائلة أرستقراطية.